# Meng Lingzhe
Meng Lingzhe (chiń. upr. 孟令哲; pinyin Mèng Lìngzhé; ur. 16 kwietnia 1998) – chiński zapaśnik walczący w stylu klasycznym. Brązowy medalista olimpijski z Paryża 2024 w kategorii 130 kg. Zajął piąte miejsce na mistrzostwach świata w 2023 roku.
Srebrny medalista igrzysk azjatyckich w 2022; siódmy w 2018. Wicemistrz Azji w 2023 i trzeci w 2024 roku.